# Lyka
Lyka  (лат.) — род мелких паразитических хальцидоидных наездников из семейства Encyrtidae. 2 вида. Европа и Северная Африка. Длина тела около 1 мм. Чёрные или тёмно-фиолетовые. Щёки и глаза примерно равные по длине. Жвалы с двумя зубцами. Нижнегубные щупики состоят из 2 члеников, нижнечелюстные — из 3, жгутик усиков — из 6, а лапки — из 5. Передние крылья с длинными постмаргинальной, радиальной и маргинальной жилками. Вид Lyka submetallica ассоциирован с растениями Gypsophila struthium (Caryophyllaceae) и Quercus sp. (Fagaceae).
- Lyka atra Trjapitzin, 1989 — Алжир
- Lyka submetallica Mercet, 1921 — Европа
  - =Lyka fleischerorum (Hoffer, 1960)
  - =Lyka submetalica Mercet, 1921
  - =Lyka submetallica Mercet, 1921
  - =Moraviella fleischerorum Hoffer, 1960